# NGC 5584
NGC 5584 (другие обозначения — UGC 9201, MCG 0-37-1, ZWG 19.8, KARA 626, IRAS14198-0009, PGC 51344) — спиральная галактика с перемычкой (SBc) в созвездии Дева.
Этот объект входит в число перечисленных в оригинальной редакции «Нового общего каталога».
В галактике вспыхнула сверхновая SN 1996aq типа Ic, её пиковая видимая звездная величина составила 15,7.

## Характеристики
Галактика по своим размерам лишь немного уступает Млечному Пути. Она имеет два доминирующих, чётко выделяемых спиральных рукава и несколько деформированных, природа которых, возможно, связана со взаимодействием с соседними галактическими структурами. Наблюдения показывают, что NGC 5584 насыщена регионами, где происходят процессы звездообразования.
1 марта 2007 года в галактике была зарегистрирована вспышка сверхновой SN 2007af, принадлежащей к типу Ia.